# Uilenspiegelroute

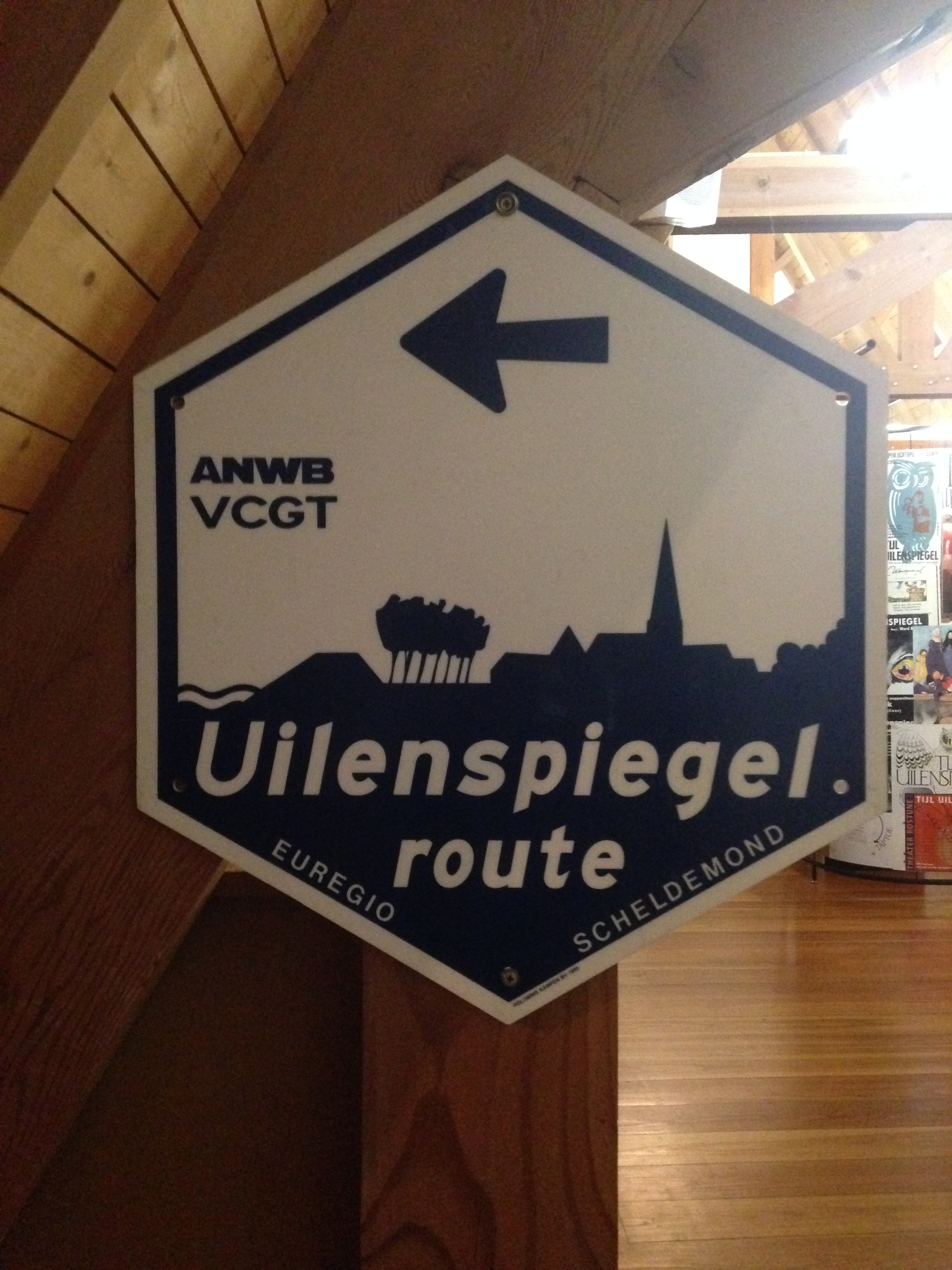

De Uilenspiegelroute is een bewegwijzerde toeristische autoroute in Vlaanderen en Zeeuws-Vlaanderen. De 74 kilometer lange route is bewegwijzerd met zeshoekige blauwwitte borden en is 74 kilometer lang. De route doet onder andere Damme, Retranchement, Groede, Oostburg, Aardenburg, Maldegem, Sijsele aan. 